# Laetesia chathami
Laetesia chathami är en spindelart som beskrevs av Alfred Frank Millidge 1988. Laetesia chathami ingår i släktet Laetesia och familjen täckvävarspindlar. Inga underarter finns listade i Catalogue of Life.